# The Great Dipper
The Great Dipper (Coreano: 북두칠성; RR: Bukduchilseong) es el tercer álbum de estudio del cantautor surcoreano Roy Kim. Fue lanzado el 4 de diciembre de 2015 por MMO Entertainment y distribuido a través de CJ E&M Music. El álbum contiene un total de nueve canciones, incluyendo el sencillo homónimo The Great Dipper, el cual fue la primera canción del género balada de la carrera del artista. Para julio de 2016, el disco vendió más de 7,000 copias físicas y 460,000 descargas individuales en el país natal de Kim.

## Historia
En agosto de 2015, durante una entrevista con Billboard K-Town durante el KCON 2015, Kim dio un adelanto de su próximo álbum: "Estoy trabajando en mi tercer álbum. No se cuando saldrá, pero creo que sera mas profundo. No creo que a la gente le guste." Luego añadió "Va a ser mucho mas profundo. En términos de tópicos y la escritura, va a ser muy minimalista en cuanto a los arreglos musicales. Eso podría cambiar, es todo un secreto, pero ahora les he dicho todo."
Dos meses después, se dio el anuncio de que Kim había renovado contrato con CJ E&M Music. El 13 de noviembre, cuando Kim estaba grabando su nuevo vídeo musical, una declaración oficial de la discográfica salió a la luz la cuando confirmaba que el artista estaba preparando su vuelta, apuntando la salida de su último trabajo para principios de diciembre. La fecha de esta vuelta fue luego confirmada para el 4 de diciembre, según un anuncio digital en las redes sociales oficiales del artista. Kim aviso el 20 de noviembre que su cuarto álbum y el sencillo de este se llamarían "The Great Dipper".
Kim expreso su fijación con las estrellas, que también sería el tema principal del álbum. El 1 de diciembre, Kim apareció en un show llamado RoyStar FM de Melon Radio, declarando que "incluso en los días ordinarios, he escrito un montón de canciones acerca de las estrellas porque pienso que nos asemejamos a ellas." Kim también dijo que su nuevo álbum sería definitivamente diferente a su previo álbum de estudio ya que este tendría más melodías de piano que melodías de guitarra.

## Lanzamiento y recepción
El 18 de noviembre de 2015 una imagen teaser del álbum fue revelada, así como la fecha de lanzamiento del álbum (4 de diciembre). La portada del álbum también fue subida a través de las redes sociales de Kim una semana después. Dos días después, una lista de canciones del álbum escrita a mano fue posteada en la cuenta de Instagram de Kim. El 2 de diciembre, un vídeo teaser de 20 segundos de la canción "The Great Dipper" fue lanzado via Youtube.
El álbum fue lanzado digitalmente a las 12:00 a. m. KST el 4 de diciembre, en conjunto con el videoclip del sencillo del mismo nombre (dirigido por director de vídeos musicales Kwon Soon-wook). Luego de su lanzamiento, The Great Dipper alcanzó el puesto #8 en el Gaon Weekly Album Chart. Para julio de 2016, el disco había vendido más de 7,200 copias en Corea del Sur.
El 16 del mismo mes, Kim publicó videoclips de otras canciones del álbum ("Stay" y "I Want to Love You") en YouTube, como regalos especiales para sus fanes.

## Sencillos

### "The Great Dipper"
The Great Dipper, el sencillo principal del álbum, es la primera canción del tipo balada que Kim ha lanzado, mientras que sus otros trabajos habían sido canciones acústicas de tipo folk. Inspirado por Big Dipper, constituido por siete estrellas brillantes que tradicionalmente han guiado navegantes, la canción expresa serenamente las emociones del amor, separación, y el anhelo experimentado por la gente común. Según la discográfica del artista, el título de las canciones también retrata la soledad y tristeza que Kim siente en su vida diaria. La canción nos relata la historia un hombre que promete brillar para la mujer que el ama sin importar donde este, como Big Dipper.
Acerca de la letra de la canción, Kim comenta "En esos tiempos, no dormía bien mientras estudiaba para los exámenes finales de la universidad. Cuando salia afuera para observar el cielo, podía ver a Big Dipper. Empece a escribir la canción después de estar impresionado por el hecho de que podemos ver el asterismo en cualquier lado de la Tierra donde las estrellas son visibles. (Sin embargo) era en realidad el Cinturón de Orión mas que el Big Dipper." El añade que "No solo exactamente por el romance o el amor, espero que la canción se convierta en una dirección para aquellos que están fríos, preocupados o desorientados."
The Great Dipper llegó al puesto #30 en el Gaon Digital Chart, habiendo vendido cerca de 308,000 copias digitales para la primera mitad de 2016.

## Promoción
El 3 de diciembre de 2015, un día antes del lanzamiento del álbum, Kim realizó un pequeño showcase de retorno en Yongsan-gu en Seúl. Durante este showcase, canto los temas "The Great Dipper", "I Want to Love You" y "Stay". También declaró "Creo que este álbum despego mi pretensión. Habla acerca mis historias sinceras que he escondió y refleja el rastro de pensamiento acerca de que dirección debo tomar." El showcase conoció la luz a través de live streaming en una aplicación de teléfonos del sitio web Naver.
El artista comenzó a promocionar su álbum de retorno en varios programas musicales, empezando en el Music Bank de KBS (4 de diciembre). Promociono su sencillo en este programa televisivo, en Show! Music Core (MBC), Inkigayo y The Show (SBS), Show Champion (MBC Music) y M! Countdown (Mnet). En You Hee-yeol's Sketcbook (KBS), Kim toco en vivo la canción "I Want to Love You".

El 23 de noviembre fue anunciado que Kim haría un concierto a fin de año el cual tendría el mismo nombre que el título del álbum. Durante tres días (18 al 20 de diciembre) el artista realizó espectáculos en la Universidad Yonsei en Seúl, con la intención de promocionar su álbum.

## Lista de canciones
Los títulos en inglés fueron adaptados por iTunes Store.
Todas las canciones están escritas por Roy Kim
Todas las canciones escritas y compuestas por Kim Sang-woo. 
| N.º | Título                                                           | Título traducido (al inglés) | Duración |  |
| 1.  | «The Wave» (파도; Pado)                                          |                              | 3:50     |  |
| 2.  | «The Great Dipper» (북두칠성; Bukduchilseong)                    |                              | 3:48     |  |
| 3.  | «Gone with the Wind» (바람에 날려본다; Baram-e Nallyeobonda)     | Letting It Blow in the Wind  | 4:00     |  |
| 4.  | «Stay» (떠나지 마라; Tteonaji Mara)                              | Don't Leave                  | 3:46     |  |
| 5.  | «I Want to Love You» (나도 사랑하고 싶다; Nado Saranghago Sipda) | I Want to Fall in Love, Too  | 3:01     |  |
| 6.  | «Remember Me»                                                    |                              | 3:22     |  |
| 7.  | «Tear Drops» (눈물 한 방울; Nunmul Han Bang-ul)                  | A Drop of Tears              | 3:22     |  |
| 8.  | «What's Left Behind» (남기고 떠나죠; Namgigo Tteonajyo)          | Leaving It Behind            | 4:15     |  |
| 9.  | «The Lullaby»                                                    |                              | 3:27     |  |

Notas adicionales:
- El título de la canción número #2 se refiere a "Big Dipper", las siete estrellas más brillantes de la constelación Osa Mayor.
- "Remember Me" fue originalmente escrita para el soundtrack de la serie de televisión de 2015 The Producers.[39]
- "The Lullaby" es la única canción del álbum que fue escrita en su totalidad en Inglés,